# Agrilus lubischevi
Agrilus lubischevi es una especie de insecto del género Agrilus, familia Buprestidae, orden Coleoptera.
Fue descrita científicamente por Stepanov, 1958.